# روبرت فرانكلين براتون
روبرت فرانكلين براتون هو محامي وسياسي أمريكي، ولد في 13 مايو 1845، وتوفي في 10 مايو 1894. نشط حزبياً في الحزب الديمقراطي. وقد انتخب عضو مجلس النواب لولاية ماريلند ‏ وانتخب عضو مجلس النواب الأمريكي ‏.